# Список населённых пунктов Шарангского района Нижегородской области
| Образование                | Населённые пункты в составе образования |
| -------------------------- | --- |
| Рабочий посёлок Шаранга    | р. п. Шаранга д. Большой Рейчваж д. Куршаково д. Малый Рейчваж |
| Большерудкинский сельсовет | с. Большая Рудка д. Глушково д. Коробейники д. Никольские д. Рудомучакш д. Соколы д. Старостино |
| Большеустинский сельсовет  | с. Большое Устинское д. Арзаматово п. Заречный д. Малиновские д. Старая Березовка д. Туманур п. лесоучастка Уста д. Чалпайки д. Чура |
| Кугланурский сельсовет     | с. Кугланур д. Зыково д. Ивановские д. Клюжево |
| Кушнурский сельсовет       | с. Кушнур д. Зинки д. Ивановка д. Кисели д. Козлянур д. Красновка д. Кудрявка д. Лежнино д. Первое Гусево д. Преображенка д. Рогожники |
| Пестовский сельсовет       | д. Пестово д. Глубоково д. Загуляево д. Куракино д. Перчеваж д. Рудаково д. Селезни д. Смирново д. Фокино д. Шубино |
| Роженцовский сельсовет     | с. Роженцово д. Бахтино д. Большие Килимары д. Большое Доброво д. Верхнее Самойлово д. Ермолино д. Килеево д. Коммунар д. Королево п. Красная Горка д. Куклино д. Малое Зверево д. Малые Килимары д. Мельниково д. Москвино д. Нижнее Самойлово д. Первое Кузнецово д. Поздеево д. Посташ д. Свинцово п. Сосновка д. Фоминские д. Шалагино |
| Старорудкинский сельсовет  | с. Старая Рудка д. Барышники д. Второе Кузнецово д. Вторые Николаевские д. Керганы д. Копытенки д. Курзеня д. Новоселово п. Пиштань д. Суслово д. Сысуи д. Танайка д. Торопово д. Чезганы д. Щекотово |
| Черномужский сельсовет     | д. Черномуж д. Второе Гусево д. Качеево д. Лоскутово д. Макарково д. Марс д. Морозово д. Мосуново д. Пайдушево д. Полозово д. Туманка д. Чемоданово |
| Щенниковский сельсовет     | д. Щенники д. Астанчурга д. Копани д. Лежнино д. Макаровские д. Малая Уста д. Петухи д. Тишкино д. Тунемер |

## Источник
Населённые пункты Шарангского района